# Giovanni Coppa
Giovanni Coppa (Alba, 9 de novembro de 1925 - Roma, 16 de maio de 2016) é um cardeal italiano, Núncio apostólico emérito na República Tcheca.
Foi arcebispo-titular de Serta, entre 1979 e 2007, atuando como núncio apostólico na República Tcheca (entre 1990 e 1993 e depois, entre 1994 e 2001) e na Eslováquia (entre 1993 e 1994). Foi criado cardeal no Consistório Ordinário Público de 2007 pelo Papa Bento XVI, com o título de Cardeal-diácono de São Lino.

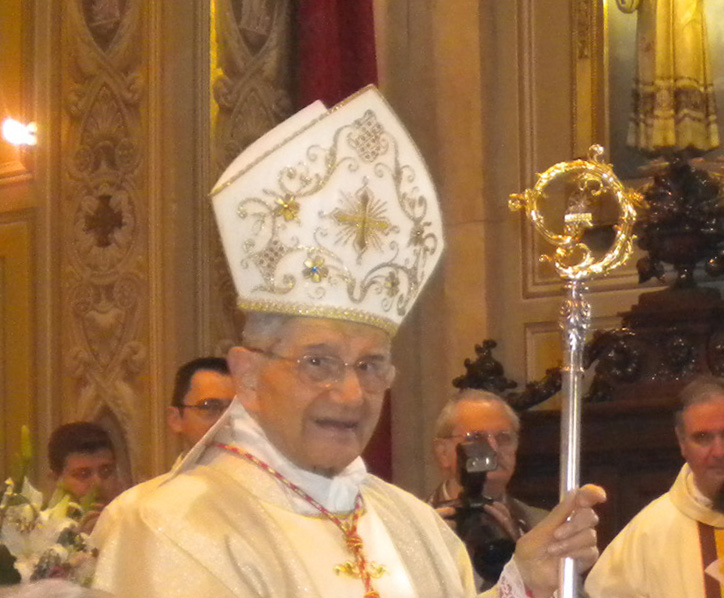
O cardeal Coppa durante uma missa, 13 de maio 2012.